# Camille Erlanger
Camille Erlanger (París, 25 de maig de 1863 - 24 d'abril de 1919) fou un compositor francès.
De família alsaciana, fou alumne del Conservatori Nacional de Música i de l'il·lustre mestre Léo Delibes; el 1888 guanyà el 1r premi del gran Prix de Rome per la seva cantata Vélléda, a Roma va compondre una vasta partitura de concert, Saint-Jean l'Hospitalier, que el situà entre els millors mestres francesos.
A més, va compondre:
- Oratori, en set parts (1894);
- Kermaria, idil·li de l'Armorica, entres actes i un pròleg, amb lletra de Gheusi (1897);
- Le Juif polonais, conte popular d'Alsàcia, en tres actes i cinc quadres, amb lletra de Cain i Gheusi (Òpera còmica, 1900);
- Poèmes russes, melodies i pàgines simfòniques de vertadera originalitat, sobre un poema de Catulo Mendes;
- La Belle et le Chevalier, La Nuit du loup;
- un Rèquiem;
- Les Fils de l'Etoile, drama musical de cinc actes (1904);
- Les Carèsses, melodies amb lletra de Richepin;
- Aphrodite, drama musical en cinc actes i set quadres (1906:

Erlanger era cavaller de la Legió d'Honor i oficial d'Instrucció pública.